# Gilberto Antonio Marselli
Gilberto Antonio Marselli (Caserta, 7 ottobre 1928 – Napoli, 21 giugno 2019) è stato un sociologo italiano.
Laureato nel 1951 in agraria a Portici, assistente e collaboratore di Manlio Rossi Doria, animò il cosiddetto "Gruppo di Portici" e, successivamente, il Centro di specializzazione e ricerche economico-agrarie per il Mezzogiorno, istituito dallo stesso Rossi Doria presso la Facoltà di Agraria dell’Università di Napoli. Ha insegnato Economia agraria all'Università Federico II di Napoli. Nel 2004 ha vinto il Premio Scanno per la sociologia.
Nato da una famiglia originaria di Cassino, nel 2017 si era visto conferire la cittadinanza onoraria del comune di Tricarico per i suoi studi sulla Lucania: i legami intellettuali e affettivi con il territorio erano iniziati a seguito di un'amicizia con Rocco Scotellaro e Rocco Mazzarone ed erano proseguiti con il Centro di documentazione "Rocco Scotellaro e la Basilicata del Secondo Dopoguerra" e poi con la Deputazione di Storia Patria per la Lucania.
Conseguito il dottorato di ricerca in Sociologia alla Cornell University negli USA e la libera docenza in Sociologia rurale, Marselli era stato professore ordinario presso l’Università di Napoli, e aveva partecipato a numerosi team internazionali di ricerca per lo sviluppo economico e sociale delle popolazioni, tra cui quelli in Iran e in Medio Oriente.